# Egertonodus fraasi
Egertonodus fraasi (лат.) — вид хрящевых рыб из семейства гибодонтид отряда гибодонтообразных из поздней юры Германии.

## Описание
Egertonodus fraasi был крупным гибодонтидом длиной до 2 м.
У него была пара спинных плавников с большим  шипом перед каждым. Эти шипы пересекались шестью продольными ребрами. Его рот был не очень большим, и в нем было два разных типа зубов: одни острые, чтобы удерживать скользкую добычу, такую как рыба, а другие плоские, как коренные зубы, чтобы раздавливать животных с твердым панцирем, таких как крабы и моллюски. У самцов были птеригоподии.
Обитал в теплых мелководных морях, покрывавших Центральную Европу. Эти мелководья давали ему некоторую защиту от плиозавров и других хищников.